# Drachenburg (zámek)

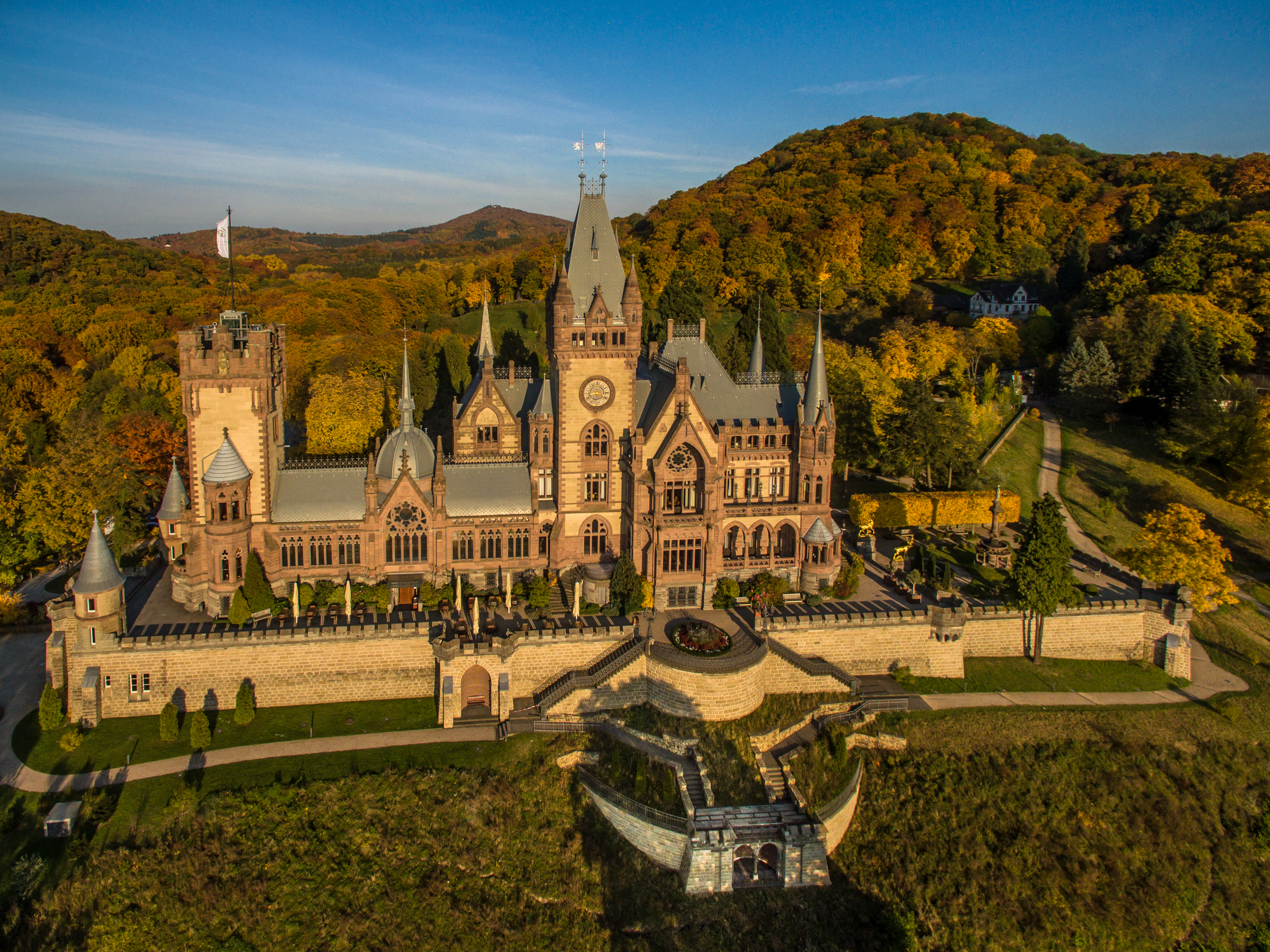
Letecký pohled na zámek (2015)

Zámek Drachenburg je hrad na skále Drachenfels na území Königswinteru, města v zemském okrese Rýn-Sieg v Severním Porýní-Vestfálsku. Byl postaven v rekordně krátké době od roku 1882 do roku 1884 ve stylu historismu (zejména novogotika exteriérů a novorenesanční interiéry) jako reprezentativní rezidence pro Stephana von Sartera, který však na zámku nikdy nežil. Po jeho smrti byl hrad používán pro řadu různých účelů.
Od roku 1986 je Drachenburg památkově chráněn a v letech 1995 až 2010 byl rekonstruován na základě původního stavu. Restaurátorské společnosti Bachmann & Wille a stavební společnost Quedlinburg získaly v roce 2011 Cenu Petra Parléře za rekonstrukci vstupního schodiště. Interiéry i nástěnné malby a historické vitráže byly co nejpřesněji zrekonstruovány. Zámecký park je součástí sítě European Garden Heritage Network.
V podhradí je mimo jiné umístěno Muzeum ochrany přírody v Německu.